# West Sussex Championships 1950
Die West Sussex Championships 1950 im Badminton fanden vom 5. bis zum 7. Januar 1950 in Littlehampton statt. 

## Die Sieger
| Disziplin    | Sieger                      |
| ------------ | --------------------------- |
| Herreneinzel | David Choong                |
| Dameneinzel  | Queenie Allen               |
| Herrendoppel | David Choong Eddy J. Choong |
| Damendoppel  | Mavis Henderson Mimi Wyatt  |
| Mixed        | David Choong Queenie Allen  |